# Леопольд (маркграф Штирии)
Леопольд Сильный (нем. Leopold der Starke; умер 24 октября 1129) — маркграф Штирии в 1122—1129 годах из династии фон Траунгауер.

## Биография

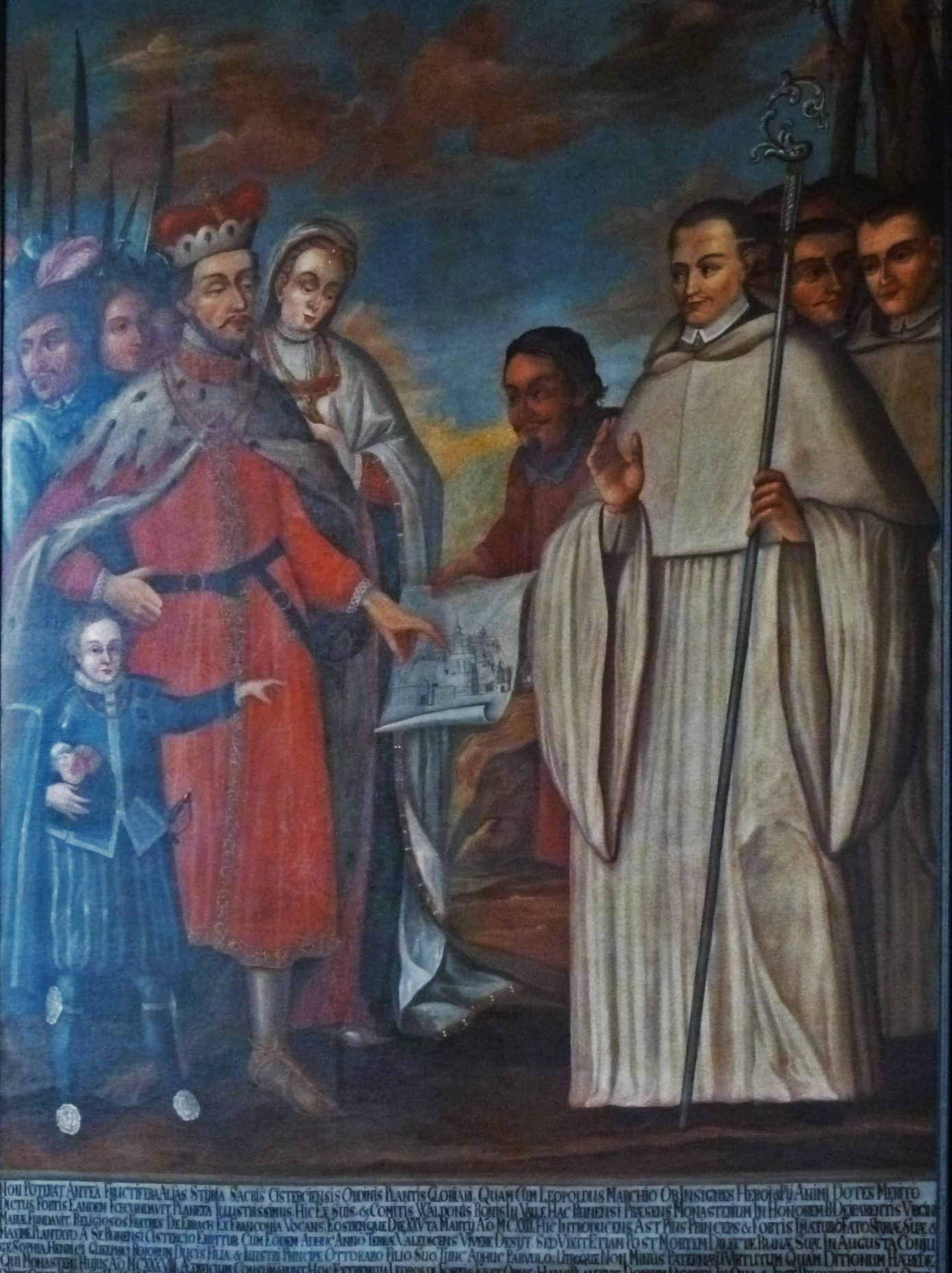
Леопольд Сильный передаёт уредительные документы монастырю Рейн

Леопольд был сыном Отакара II, маркграфа Штирии, и Элизабет Бабенберг, дочери Леопольда II, маркграфа Австрии. Правление Леопольда в Штирии продолжалось недолго и было отмечено покровительством монастырям (Санкт-Ламбрехт, Глейнк), причём сам маркграф смог добиться от архиепископа Зальцбурга назначения его фогтом Санкт-Ламбрехта и других земель зальцбургской епархии в Штирии и Каринтии, что значительно улучшило финансовое состояние казны графства.
К правлению Леопольда относится первое упоминание о Граце в хрониках (1128 год) и присоединение Прекмурья к Штирии.

## Семья
Жена: 
- София Вельф (ум. 1147), дочь Генриха IX, герцога Баварии.

Дети:
- Отакар III (ум. 1164), маркграф Штирии (с 1129)
- Елизавета, замужем за 1) Рудольфом II фон Штаде, маркграфом Северной марки; 2) Генрихом V, герцогом Каринтии